# نبرد لوزون

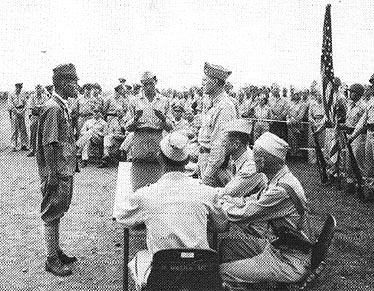
تسلیم نیروهای ژاپنی

نبرد لوزون بخشی از جنگ اقیانوس آرام در خلال جنگ جهانی دوم بود که طی آن نیروهای ایالات متحده آمریکا، مستعمره‌اش فیلیپین و نیز مکزیک با امپراتوری ژاپن به نبردپرداختند. این نبرد از ۹ ژانویهٔ ۱۹۴۵ آغاز شد، متفقین به پیروزی دست‌یافتند و بر منطقهٔ اقتصادی و استراتژیک لوزون دست یافتند. ولی مقاومت نیروهای ژاپنی در ارتفاعات تا روز موسوم به روز پیروزی بر ژاپن ادامه‌داشت.